# Кутеж
Кутеж (фр. Couteuges) насеље је и општина у централној Француској у региону Оверња, у департману Горња Лоара која припада префектури Бријуд.
По подацима из 2011. године у општини је живело 300 становника, а густина насељености је износила 29,01 становника/km². Општина се простире на површини од 10,34 km². Налази се на средњој надморској висини од 525 метара (максималној 722 m, а минималној 520 m).

## Демографија
| 1962. | 1968. | 1975. | 1982. | 1990. | 1999. | 2011. |
| ----- | ----- | ----- | ----- | ----- | ----- | ----- |
| 329   | 338   | 342   | 315   | 313   | 262   | 300   |

График промене броја становника у току последњих година